# 日本基督教団改革長老教会協議会
日本基督教団 改革長老教会協議会、（にほんキリストきょうだんかいかくちょうろうきょうかいきょうぎかい、Association of Reformed Presbyterian Churches in KYODAN、略称:改長協、カイチョウキョー）とは、日本基督教団で公会主義、長老派教会の伝統を受け継ぐグループ。
日本基督教団 改革長老教会協議会は、合同教会の日本基督教団にあって、改革長老教会の伝統を大切にする教会の協議体（あるいは運動体）である。「基本信条（殊にニカイア・コンスタンティノポリス信条)が告白している信仰を規範とし、改革長老教会の伝統に立って日本基督教会が1890年に制定した信仰の告白を失うべからざる信仰の遺産として継承し、日本基督教団信仰告白を承認して教会を形成する。」ことを基本線としている。
日本基督教団改革長老教会協議会では、キリスト教のプロテスタントの諸教派のうち、改革派教会と長老（派）教会の総称として改革長老教会の語が用いられる。
教派的伝統としてスイスの宗教改革者ジャン・カルヴァンの流れに連なる改革主義教会は原則的に教会政治制度として長老制を採用する。 通常、改革派教会とはドイツやオランダなど欧州大陸での名称で、長老派教会とは、スコットランドを経由した主として英語圏での呼称である。 前者は自らの神学的出自、後者は教会政治制度に着眼した呼称で、実質的に同系統である。
なお、「改革長老教会」という呼称は、歴史的には 17世紀スコットランドのCovenantersに由来する Reformed Presbyterians の邦訳された名称でもある。狭義では後述するようにスコットランド宗教改革のカベナンター、カメロン派の系統を指す。時に「カルヴァン派」とも呼ばれるがニュアンスの相違が存在する（「カルヴァン派という呼称について」参照）。

## 改革派教会(Reformed church)の定義
- 一般的には、スイスの宗教改革者ジャン・カルヴァンの流れに連なり、教会政治制度として長老制を採用する広範囲の諸教会を「改革派」あるいは「改革教会」という。

「カルヴァン派」という呼称は、この水準の「改革派」を意識していることが殆どである。
- 狭義には、「ドルト信条」、「ベルギー信条」もしくは「フランス信条」、「ハイデルベルク信仰問答」の三つの信条と教理問答（英語ではこれを"the three form of unity" とも呼ぶ）への準拠を公式に採択・表明する厳格な体制を持った大陸系（オランダ、ドイツなど）教派を「改革派」という。

## 長老教会(Presbyterian)の定義範囲
- 広義には、教会政治制度として長老制を採用する教会を｢長老教会｣と日本、台湾、韓国などでは呼ぶ場合があるが、教会内の役員を「長老」と呼びながらも、改革派・長老派とは自認しない教派も少なくない。
- 英語で「Presbyterian」といえば、ウェストミンスター信仰告白を採用する教会が、歴史的な意味での長老教会である。同信条には教会とは国家為政者ではなく長老たちによって治められるというスコットランド宗教改革に由来する考えがある。しかも、それは単に各個教会が長老たちで治められるだけではなく、使徒言行録15章のエルサレム会議に倣って、それらの長老たちが地方会議(Presbytery）を形成するものである。
- カベナンター由来の狭義の「改革長老教会 (Reformed Presbyterian Church)」はウェストミンスター信仰基準にたち、この定義に合致する長老派教会の一派である。この派は他に 詩篇歌のみをもって礼拝賛美とし、奏楽の楽器は用いないなどの特徴を併せ持つ。
- 長老教会は主にスコットランドにおいて定着したため、スコットランドから北アイルランドや北米を経由して伝播したカルヴァン主義教会に「長老教会」を名乗る傾向が見られる。

## 教派的特徴
ツヴィングリを引き継いだブリンガーによるチューリヒの宗教改革運動と、カルヴァンによるジュネーヴの宗教改革運動が合同したものが改革長老教会の源流である。その信仰的特徴は後にハイデルベルク信仰問答・ドルト信仰基準およびウェストミンスター信仰基準に結実することになる「神の主権を第一とする信仰」（一般に予定説と理解される）である。
また、そのような信仰告白が宗教改革から年月を置いて誕生した土壌には、（改革派の語源とされる）「御言葉によって常に改革される教会」のスローガンの下「その時・その場所で必要とされる告白を次々に生み出す」改革長老教会の特質が挙げられる。新告白の制定は旧告白の破棄を全く意味せず、改革長老教会はその歴史と共に準拠すべき告白を自ら増やし続けていくことになる。
また、個人の興味によって聖書を解釈するでなく、聖書の全域を重んじそこから御言葉を聞き取ろうとする。聖書に「読まれない箇所」を発生させる教会暦による聖句説教箇所の割り当てを廃して、聖書の一書を順次紐解く講解説教を重んじる事も特徴に数えられる。
これらはルター個人の信仰理解に立ち、教理は完成したものとして信条を増やしていかない、また信仰義認のテーゼに照らして一時は新約聖書の一部の書簡を軽んじた経緯のあるルター派（ルーテル教会）との顕著な対比となっている。

## 用語「改革派」「改革長老教会」を巡る日本キリスト教界の特殊事情
上記の通り、狭義の一教派「改革長老教会 (Reformed Presbyterian Church)」もまた存在するため、広義の概念には「・（中黒）」や「接続詞and」を加えて｢改革・長老教会｣(Reformed AND Presbyterian churches)と表記することで、＜教会史上の呼称＞と＜現代日本における改革派・長老派の総称＞としてのそれとの混同を避けようという提案が、極一部の学識者と、当事者である教派としての改革長老教会から為されている。
しかし、この語法提案は
1. 狭義の改革長老教会は日本での歴史も浅く信徒・教会数が多くないため、その存在自体が広義の改革長老教会の信徒達にも殆ど知られておらず、当事者である改革長老教会を除けば事実上混乱も区別の必要も発生しないこと
2. そもそも総称としての「改革長老教会」の提唱の背景には、総称として機能するべき用語「改革派」が、日本では狭義の改革長老教会よりはるかに有力な教派である「日本キリスト改革派教会 (Reformed Church in Japan)」を指し示してしまうという、実際に起こっている大きな用語混乱問題を回避する意図が含まれていること、
3. 「・」を挟んでも読みは変化せず効果が不十分であること
4. 総称としての「改革長老教会」を提唱した側の威信の問題

などから、提案者等以外ではほとんど前向きに検討される事もないまま宙に浮いた状態になっている。
総称としての「改革長老教会」の呼称を推進し自称する日本基督教団改革長老教会協議会の関係教会では、教派としての改革長老教会に言及が必要な際にはそれを「狭義の改革長老教会、いわゆるカベナンター」と呼ぶ事で区別している。

## カルヴァン派という呼称について
- 通常、改革・長老教会は教会名にカルヴァンの名を冠することはせず、この点でルター派（ルーテル教会）と異なる。
- もっとも、カルヴァン主義、カルヴァン主義者、という語はあり、予定論者と同義語のように解される場合もあるが、カルヴァン本人の神学体系は予定論だけに凝縮されないし、古くはラテン教父ヒッポのアウグスティヌス、またルターも予定論を扱っている。
- カルヴァンは改革・長老教会を方向づけ、多大な影響を残す巨星ではあるが、改革・長老教会はカルヴァンに始まるものでもカルヴァンひとりの信仰理解に立つものでもない。したがって「カルヴァン派」という呼び方が用いられる際には、

1. 「ルター派（ルーテル教会）」からの類推による、改革・長老教会に対する誤認
2. 入門的解説にあたっての配慮あるいは譲歩としての単純化
3. 宗教改革初期における各都市の教会改革指導者の分類を必要とする歴史的関心

の、いずれかが存在していると見てよい。

## 歴史

### 日本基督公会
日本最初のプロテスタント教会として1872年に設立された「横浜（耶蘇）公会」（現・日本キリスト教会横浜海岸教会）は、米国オランダ改革派（現RCA）の宣教師、フルベッキ、ブラウンおよびバラの伝道によるものである。それと米国長老教会の宣教師ヘボンおよびルーミスによる1874年創立の指路教会（現・日本基督教団横浜指路教会）は、明治初期のキリスト教伝道基地の筆頭となった横浜（そのメンバーは横浜バンドと呼ばれる）における拠点として中心的存在であった。

### 日本基督一致教会
新規伝道地である日本におけるプロテスタント全教派の一致と協力を理想とした合同教団「日本基督公会」 (1874)の構想が頓挫した後、米国オランダ改革派、米国長老教会、スコットランド一致長老教会の宣教師らとその関係教会が1877年に設立したのが日本最初の改革・長老教会教団である「日本基督一致教会」である。これはドルト信条・ウエストミンスター信条及び同小教理問答・ハイデルベルク信仰問答を基準とする、狭義の改革派であり、同時に狭義の長老派でもあった。これら基準文書の邦訳は進んだものの、日本人信徒からは宣教師主導で邦人牧師・信徒の参画機会が不十分であるとの不満がでていた。

### 日本基督教会
日本基督一致教会は、日本基督公会の理想を再現するべく組合教会との合同を画策するがこれは不成立に終わる。それが決定的になったのち、日本基督一致教会は長老制に立つ改革教会としての憲法および規則の刷新を行い、1890年に「日本基督教会」（旧日基）と改称する。この際に、信仰の基準としては日本基督一致教会が採用していた歴史的信仰基準を一旦廃し、使徒信条に宣教師インブリーの作成した前文を添えた「日本基督教会信仰の告白」を制定した。これにより日本基督教会は広義の改革・長老教会となった。これは重大な出来事であり、単なる改称ではなく発展的解消と新教会の設立という見方をする教会史家は多い。この後、日本基督教会では米国での改革・長老教会を二分したオールドスクールvsニュースクールの分裂抗争を反映する形で、簡易告白を支持し自由主義神学を受容する日本人牧師らとウエストミンスター基準と根本主義に傾倒する南部長老派ミッション宣教師らとの間で神学的な内部分裂が進行し、これが戦後の3分裂の直接原因の一つとなる。

### 日本基督教団
昭和に入り、時代が戦争へと進んでいく中で、日本基督教会は自ら主導的な役割を果たし1941年に日本基督教団を成立させ、その第一部となる（詳しくは記事日本基督教団参照）。そこには国家主導の宗教統制に屈したという側面があると同時に、日本基督公会、および組合教会との合同を目指した日本基督一致教会の教会一致志向が、国家圧力をも利用してその宿願を果たしたという側面もまた認められる。

#### 他の長老派の離脱
戦後、国家の圧力が取り去られると、教団からは多くの教派が、信仰・方針の自由やミッションとの関係修復を求めて離脱していった。その風潮のなかで、旧日本基督教会の中からも、アメリカやオランダの保守的立場に学び、教団合同の背後にある自由主義的な神学傾向そのものに反対していた勢力が1946年に早々に離脱し、「日本基督改革派教会（現・日本キリスト改革派教会）」（単に改革派、あるいはRCJと略称）を設立した。これは改革派を標榜するものの、ウエストミンスター信仰告白および大小信仰問答を信仰基準とする、狭義基準では改革派ではなく長老派に該当する教派である。
また、1951年に教団における信仰告白の未制定や純然たる長老制とはいえない教会制度を不服として旧日基の自由主義神学的勢力のおよそ半数が離脱し、1951年に「日本基督教会（現・日本キリスト教会）」を設立（離脱者の視座では再建）した。これは戦前の「旧日基」と区別するため「新日基」、カタカナ改称後は「新日キ」あるいは「日キ」などと略記される。新日基は1890年の旧日基の信仰の告白をまず告白し、以後もそれを改訂した簡易告白に立ち続ける広義の改革派である。

#### 日本基督教団全国連合長老会
教団に残留した旧日基の自由主義神学的勢力のもう半分は、教会合同志向が教派的純潔志向を凌駕した者たちである。彼等は教団の中にあって、教団の教憲教規の制限のなかでも運用可能な長老制度のありかたを模索し、戦後すぐに各地で発足していた旧日基系教会の伝道協力組織を母体に1968年に全国連合長老会（連長と略称）を結成した。これは合同教会である教団の信仰告白を自らの信仰告白としながらも旧日基の1890年告白を信仰の遺産としてあわせて継承する、二つの簡易告白に立つ広義の改革派のグループといえる。彼等は教団の中にあって、教憲教規・信仰告白の解釈において拘束性を持った全体教会を志向する長老制的な解釈に基づく主張をなす、一つの派閥となっている。連合長老会には教団に残留した旧日基教会のうち約三分の一程しか参加していなかった。しかし、教団成立以前に異なる教派的伝統をもった諸教会や、教団成立後に設立した諸教会からの新たな加盟も数多く見られている。現在（2020年4月）は、９つの地域連合長老会、合計95教会が加盟している。

#### 教団紛争
教団はその後1970年代以降、いわゆる「教団紛争」による深刻な分裂を経験した。その教会崩壊の危機感のなかから、自らの教派的伝統である改革教会の伝統に立ちかえり長老制による教会形成を志す事で教会の再建を目指そうという機運が、連合長老会に参加していない旧日基系教会をも巻き込む形で勃興し、1985年、啓蒙運動である日本基督教団改革長老教会協議会（改長協と略称）が発足した。これは、教会政治組織である連合長老会に参加するまでには方針の定まらない、意識のゆるやかな多くの参画教会をもつ、もう一つの運動であり、こちらには教団に残留した旧日基教会の半数以上が参加している（連長とあわせて8割以上の組織化、ではなく、連長全教会を包含して半数）。